# アクアライフ
アクアライフは株式会社エムピージェーが発行する月刊の観賞魚の飼育情報誌。

## 概要
1979年創刊。当初はマリン企画（2016年倒産）が発行元であった。熱帯魚や水草をはじめとした水辺の生物の飼育情報を掲載している。増刊として季刊誌の「マリンアクアリスト」、年一回発行の「きんぎょ生活」などがある。